# Белкин, Арон Исаакович
Аро́н Исаа́кович Бе́лкин (28 октября 1927 — 27 апреля 2003) — советский и российский психиатр. Доктор медицинских наук (1972), профессор (1978). Известен как психотерапевт, психоаналитик, сексолог, основоположник отечественной школы психонейроэндокринологии, исследователь феномена транссексуальности.

## Биография
В 1951 году окончил Горьковский медицинский институт.
В 1951—1955 годах работал в Иркутске: в областной психбольнице, был заведующим областным психоневрологическим диспансером. В этом городе познакомился с Игорем Сумбаевым, был его учеником.
В 1955 году поступает в аспирантуру Московского НИИ психиатрии, защитил диссертацию на тему «Особенности клиники шизофрении у больных с патологией щитовидной железы». После защиты диссертации остался работать в институте, проделал путь от МНС до руководителя отделения псих. эндокринологии.
В 1968 году защитил докторскую диссертацию на тему «Психические нарушения при заболеваниях щитовидной железы».

## Научное наследие
Арон Исаакович Белкин был пионером-первопроходцем исследований транссексуальности в СССР. Именно он разработал методические рекомендации и критерии диагностики транссексуальности в СССР. Длительное время только он занимался выдачей разрешений транссексуальным людям на хирургическую коррекцию пола.
А. И. Белкин первым среди учёных всего мира выдвинул гипотезу о существовании гормональных ситуационных кодов.
В 1989 году профессор Белкин, совместно c крупнейшим российским специалистом в области научно-информационных исследований, профессором Анатолием Ильичом Ракитовым, написал статью «Гормоны в информационной структуре человека: концепция и гипотезы», в которой была предпринята очень смелая попытка описания процессов нейроэндокринной регуляции человеческого организма с помощью концепций теории информации и рассмотрения гормонов (в первую очередь — нейропептидных) в качестве связанных с различными аспектами психической деятельности человека детерминант, несущих определённый код, наряду с тремя другими известными из литературы кодами (нейродинамическим, бихевиорально-экспрессивным и речевым), связанными с психикой человека.
Профессор А. И. Белкин — автор более 200 научных трудов и 15 изобретений.

## Общественная деятельность
Арон Белкин был одним из инициаторов создания Российской психоаналитической ассоциации (1990) и председателем её Правления (1990—1995). Долгое время он возглавлял «Российский психоаналитический вестник» (1991—1995) и «Психоаналитический вестник» (1995). Был соредактором возрождённой серии книг «Психологическая и психоаналитическая библиотека» (1992), первым вице-президентом Фонда возрождения русского психоанализа (с 1993), президент Русского психоаналитического общества (1995—2003), вице-президентом Национальной федерации психоанализа.
С конца 1970-х годов, то есть ещё в советское время, Белкин последовательно выступал за декриминализацию гомосексуальности и ликвидацию ст. 121 УК РСФСР, каравшей за мужеложество, утверждая, что если гомосексуальность является болезненным, патологическим состоянием, то за неё не следует наказывать в уголовном порядке. Не подвергая сомнению «патологичность гомосексуальности», Белкин в то же время не предлагал какого-либо практического «лечения гомосексуальности» и считал таковое лечение невозможным либо ненужным[уточнить].

## Административная работа
Профессор А. И. Белкин являлся бессменным руководителем Федерального научного центра психоэндокринологии, президентом Русского психоаналитического общества, главным редактором журнала «Психоаналитический вестник», членом Международного общества по биологической психиатрии и психоэндокринологии.
В последние годы А. И. Белкин руководил Московским центром психиатрической эндокринологии на Арбате и был главным психоэндокринологом Минздрава РФ, то есть главным специалистом по проблемам транссексуальности. Руководил отделением психиатрической эндокринологии в Московском научно-исследовательском институте психиатрии Министерства здравоохранения Российской Федерации.

## Избранные работы

### Статьи, методические рекомендации
1. Манфред Блейлер (при участии Р.Гесс). Эндокринологическая психиатрия. Штутгарт, 1954, 498 с. (Endocrinologische Psychiatrie, M.Bleuler, Miteinem Beitrag von R.Hess, Stuttgart, Thieme, 1954) // Журнал невропатологии и психиатрии им. С. С. Корсакова. — Т. LVII. — Вып. 2. — 1957. — С. 271—282.
2. Обзор работ Бристольской школы (Англия) по эндокринологическим исследованиям в психиатрии // Журнал невропатологии и психиатрии им. С. С. Корсакова. — Том LIХ. — Выпуск 4. — 1959. — С. 496—505.
3. Психиатрическая эндокринология // Актуальные вопросы психиатрической эндокринологии. Труды Московскогоо НИИ психиатрии МЗ РСФСР. — М. — 1978. — С. 5-33.
4. Индивидуальность и социализация (по данным изучения лиц, сменивших пол) // Гормоны и мозг. Труды Московского НИИ психиатрии МЗ РСФСР. — М. — 1979. — С. 13-24.
5. Анаболические стероиды: общебиологическая и психотропная активность // Гормоны и мозг. Труды Московского НИИ психиатрии МЗ РСФСР. — М. — 1979. — С. 162—183.
6. Гормоны в информационной структуре человека: концепция и гипотезы // Вопросы теоретической и клинической психоэндокринологии. Сборник научных трудов (республиканский). — М. — 1989. — С. 5-21. (соавтор Ракитов А. И.)
7. Зигмунд Фрейд: возвращение в СССР? / Предисловие к книге Фрейд З. «Избранное». — М.: Внешторгиздат, 1989. — С.5-35.
8. Современные социальные проблемы в свете психоанализа // Российский психоаналитический вестник. — 1991. — № 1. — С. 9-31.
9. Применение гормональных и гормонально активных препаратов в психиатрической клинике. Методические рекомендации / Московский НИИ психиатрии. — М. — 1991. (соавторы Матевосян С. Н., Маликова З. М.)
10. Психотерапевтические методы в профилактике и комплексном лечении нервно-психических расстройств у бывших участников войны в Афганистане (метод холотропного дыхания). Метод. рекомендации / Московский НИИ психиатрии МЗ РФ. — М., 1992. — 12 с. (соавторы Вяткина В. А., Матевосян С. Н.)
11. К истории психоанализа в Советской России // Российский психоаналитический вестник. — 1992. — № 2. — С. 9-32. (соавтор Литвинов А. В.)
12. Предисловие к русскому изданию руководства «Психодинамическая психотерапия» / Р.Урсано, С.Зонненберг, С.Лазар. «Психодинамическая психотерапия. Краткое руководство» (пер. с англ.). — Психологическая и психоаналитическая библиотека. — М.: Российская психоаналитическая ассоциация. — 1992. — С. 8-9. (соавтор предисловия Герцик Л. Г.)
13. …К непознанным психическим силам / Предисловие к книге «Моисей» Микеланджело. Психоанализ и телепатия". — М.: Российская психоаналитическая ассоциация. — 1993. — С. 3-7.
14. У каждого времени свои безумцы // Российский психоаналитический вестник. — 1994. — № 3-4. — С. 84-90.
15. Открытия и заблуждения Зигмунда Фрейда // Психоаналитический вестник. — 1996. — № 5. — С. 4-8.
16. Герои или преступники? Психоанализ террориста // Психоаналитический вестник. — 1996. — № 5. — С. 9-14.
17. Голотропное дыхание: показание и техника. Метод. рекомендации / Московский НИИ психиатрии МЗ РФ. — М. — 1998. — 18 с. (соавторы Вяткина В. А., Литвинов А. В., Матевосян С. Н.).
18. Зловещая тайна Фрейда // Психоаналитический вестник. — 1998. — № 6. — С. 3-13.
19. Возможно ли рождение психоаналитической эндокринологии? // Новые направления в психиатрической эндокринологии. Сборник научных трудов. — М.: Гуманитарий. — 1999. — С. 4-23.
20. Гормоны и бессознательная сфера // XIII съезд психиатров России. 10-13 октября 2000 г. (материалы съезда). — М., 2000. — С. 72. (соавторы С. Н. Матевосян, Е. Г. Болдова)
21. Гормоны и бессознательное // Психоаналитический вестник. — 2001. — № 9. — С. 70-90.
22. Нарушения половой идентификации (клинико-диагностический аспект). Пособие для врачей / Московский НИИ психиатрии МЗ РФ. — М. — 2002. — 22 с. (соавторы Василенко Л. М., Горобец Л. Н.)
23. Пептидные гормоны и бессознательное // Материалы V Всероссийской научно-практической конференции по психотерапии и клинической психологии. — М.: изд. Института психотерапии. — 2002. — С. 35-36. (соавтор Болдова Е. Г.)
24. О современном подходе к учению З.Фрейда // Психоаналитический вестник. — 2002. — № 10. — С. 20-23.
25. Полвека после Фрейда // Психоаналитический вестник. — 2002. — № 10. — С. 27-30.
26. Горький вкус правды // Психоаналитический вестник. — 2002. — № 10. — С. 188—240.

### Книги и монографии
1. Нервно-психические нарушения при заболеваниях щитовидной железы. — М.: Медицина. — 1973. — 230 с.
2. Актуальные вопросы психиатрической эндокринологии. Труды Московского НИИ психиатрии МЗ РСФСР / Общая редакция, составление и предисловие. — М. — 1978. — 192 с.
3. Гормоны и мозг. Труды Московского НИИ психиатрии МЗ РСФСР / Общая редакция, составление и предисловие. — М. — 1979. — 270 с.
4. Биологическая терапия психических заболеваний (гормоны, гормонально-активные препараты, акупунктура). — Кишинев: Штиинца. — 1983. — 216 с. (соавтор Лакуста В. Н.)
5. Вопросы теоретической и клинической психоэндокринологии. Сборник научных трудов (республиканский) / Общая редакция и составление. — М. — 1988. — 168 с.
6. Психиатрическая эндокринология. Тезисы докладов советско-американского симпозиума «Резервы человеческой психики в норме и патологии». — г. Москва, 5-10 сентября 1988 г. / Общая редакция, составление и предисловие. — М. — 1988. — 145 с.
7. Фрейд З. «Избранное» / Общая редакция, составление и предисловие. — М.: Внешторгиздат. — 1989. — 448 с.
8. Вопросы теоретической и клинической психоэндокринологии. Сборник научных трудов (республиканский) / Общая редакция и составление. — М. — 1989. — 187 с.
9. Почему мы такие? Психологические этюды. — М.: Внешторгиздат. — 1993. — 186 с.
10. Эпоха Жириновского. — М.: АО «Принт-Ателье» — «Диамант». — 1994. — 192 с.
11. Мать, дитя, клиницист. Новое в психоаналитической терапии (пер. с итал.) / Общая редакция и предисловие. — Психологическая и психоаналитическая библиотека. — М.: Российская психоаналитическая ассоциация. — 1994. — 295 с.
12. Судьба и власть, или В ожидании Моисея. — М.: Гуманитарий АГИ. — 1996. — 272 с.
13. Новые направления в психиатрической эндокринологии. Сборник научных трудов / Общая редакция, составление. — М.: Гуманитарий. — 1999. — 136 с.
14. Запах денег: Психологические этюды. — М.: ТЕРРА. — Книжный клуб «Олимп». — 1999. — 400 с.
15. Третий пол. Судьбы пасынков Природы. — М.: Олимп. — 2000. — 432 с.
16. Вожди или призраки. — М.: Олимп. — 2001. — 288 с.